# 晋州姜氏
晋州姜氏（チンジュガンし、しんしゅうきょうし、朝鮮語: 진주 강씨）は、高句麗の兵馬都元帥であった姜以式将軍を始祖とする朝鮮の姜氏の氏族で、慶尚南道の晋州を本貫とする。2015年の統計によると、晋州姜氏は968,109人、同系列の晋陽姜氏は193,217人である。

## 歴史

### 起源
姜姓は、中国三皇五帝の一人である炎帝神農氏姜石年に起源をもち、姜石年が姜水のほとりで育ち、長じて姜を姓にしたことを起源とする。203年に蜀漢の大将軍・姜維が平襄侯に封じられ、その子孫が天水郡に定住する。その後、平襄侯の子孫たちがいつ朝鮮半島に帰化して定着したのかは詳らかではないが、高句麗の兵馬都元帥であった姜以式将軍の先祖は、五胡十六国時代の混乱期に中国から高句麗に移住したと推定される。

### 始祖
高句麗の兵馬都元帥であった姜以式将軍を始祖とする。高句麗の名将である姜以式将軍は598年に隋が高句麗を反撃するために軍隊を動かすと、これに対抗し姜以式が兵馬元帥になって5万の精兵を率いて出場した。大兵力を率いる隋の遼西総管韋沖に敗れ後退したが、再び水軍を率いて海に出て、隋の水軍総管周羅睺の30万水軍を大幅に撃破した。
申采浩の『朝鮮上古事』によると、墓は満洲の瀋陽県奉吉線元帥林駅前に兵馬元帥姜公之塚という大きな石碑があったが、文化大革命時に消滅し、瓦礫と台座だけ墓地に残っている。慶尚南道晋州市上鳳西洞871-1に姜以式将軍を祀った鳳山祠があり、毎年旧暦3月10日に彼を祀る。

### 晋陽侯姜縉
高句麗滅亡以後、洞神祭が安東地方で俊才を抜擢するために科挙を実施していた。姜縉が650年ごろに生まれ、安東都護府を平壌に移す前の676年に科挙にトップで合格した後、太中大夫判内議令を務めている途中に晋陽侯に封ぜられた。このため、後に姜縉の子孫の姜氏は本貫を晋州（晋陽・晋山とも）とする晋州姜氏と呼称されるようになった。

## 人口
2000年統計庁の発表によると、晋州姜氏は325,288世帯、合計1,044,386人いるとされている。地域別ではソウルが最も多い65,409人、京畿道が52,957人、慶南が35,072人、釜山が31,969人の順である。姜氏自体は韓国の全人口のうち2.27％で金（21.59％）、李（14.78％）、朴（8.47％）、崔（4.72％）、鄭（4.37％）に次いで6位で、人口の多い名字の一つである。
2015年の統計によると、晋州姜氏は968,109人、晋陽姜氏は193,217人いる。

## 派閥
姜氏は晋州を大宗とする。晋州姜氏は大きく殷烈公派・博士公派・少監公派・関西公派・仁憲公派の5大派が最初に源を発したが、規模は博士公派が最も大きい。仁憲公派は高麗時代の名将姜邯賛将軍の号「仁憲」をとって仁憲公派と呼ぶ。ただし姜邯賛の出生地が衿川として衿川姜氏と呼ぶこともある。

### 博士公派
博士公派は高麗時代モンゴルと高麗の連合軍を率いて日本征伐に出た姜啓庸を中始祖とする派である。晋州姜氏の人口の80％を占めている。
姜啓庸は高麗時代、国子博士を見送る通信使書状官に高麗・蒙古連合軍を率いて日本出征を出て行ったが、台風に遭って失敗して帰ってきた後に（神風）、その息子の殿中内給事公である姜引文が2次征伐に応じて行ったが、やはり台風に失敗して帰ってきた。帰国後正一品晋山府院君に封ぜられた後は官職をしなかった。
姜啓庸の子孫で高麗の恭譲王と姻戚間で太祖李成桂の朝鮮建国を終了認めず切開を保った姜蓍・姜淮仲と王の府馬としても高麗に対する忠誠を保った姜淮季などは高麗の祖として有名な忠臣烈士である。また、世宗の時代に世宗を助けハングル創製に参加した姜希顔と大文章家である姜希孟の兄弟は大名筆として評価されている。
姜沆は姜希孟の子孫で先祖ときの碩学で工曹佐郎と刑曹佐郎などを務めていたが、母親の病状悪化で故郷に帰郷している。慶長の役を迎え義兵を起こすも、家族共々日本の捕虜として連行された。その後は日本の学者たちに性理学を教え、日本における性理学の父となった。彼が31歳の時に建て残した書物や文章は現在、日本の国宝として保存されている。

### 少監公派
博士公の弟である姜渭庸は高麗時代、司徒少監を務め江門の5大派祖の少監公派の派祖である。4代目の姜泰は嘉善大夫大相にいながら野蛮人の侵入を受けたが、最期は父親の病床から必死に席を外さなかったため、野蛮人も感心して更なる危害を与えないようにしたという伝説のあるほどの孝行息子であったとされる。

### 関西公派
関西大将軍姜元老を派祖としている。先代は高麗中期に判門下侍中を務めた姜遠庸が祖父であり、宝文閣直提学を務めた姜起文が実父である。また、子孫として多くの門下侍中が輩出された。その内、典客令門下侍中を務めた姜允輔は鄭夢周と道義交を結び、李氏朝鮮が建国されるとすぐに官職を捨てて隠居してしまった根本的原因にもなった。 9代目の姜行は1467年（世祖13年）李施愛の乱を平定した。

### 殷烈公派
殷烈公派は高麗時代の姜邯賛将軍の副将として契丹を破った殷烈公姜民瞻将軍を中始祖とする派である。姜民瞻は高麗時代の963年（光宗14年）11月29日晋州玉峰山下開郷（現在の晋州玉峰南洞）で生まれ、1012年（顕宗3年）5月に東女真が迎日・清河などに攻めてくる都部署の文演・李仁澤らと共に按察使として戈船（鋭い釘が生えた一種の鉄甲船）を撃退した。1018年には、高麗に侵攻した契丹のソベアプら10万人の軍に対して姜邯賛の副将として参戦、興化鎮で大破した。敗北したソベアプの軍事がすぐ開京に攻めてくる再びこれ追撃して慈州で大勝を収めた。これよく戦闘という。その年に1019年に鷹揚上将軍に就任、まもなく昇格し推誠致理翊戴一等功臣に録勲され、1020年に知中枢事兵部尚書となった。
1021年11月12日59歳で逝去、太子太師門下侍郎を贈職し殷烈の諡号を下された。また、李氏朝鮮時代姜世晃の子孫で漢城判尹（ソウル市長）を務めた姜潤（1830〜1898）と弟の姜健（1843〜1909）の兄弟が作った携帯用日時計を作った、これらの兄弟の伯父の姜イジュン（강이중）と父が来る渾天時計を製作したことでも有名である。

### 仁憲公派
仁憲公派は三韓壁上功臣呂侯である姜弓珍を派祖としている。姜弓珍は門下侍郎の姜餘清の4代目である。姜弓珍は、王建が高麗を建国したときに、政局評定一等勲に太祖王建から三韓壁上功臣として封ぜられ呂侯にあった。創設者は、高句麗の元帥公姜以式将軍に仕えながら貫郷を衿川としている。
姜弓珍の息子が救い主大勝を勝利に導いた姜邯賛である。姜邯賛は任軒覆試に「甲」（最上級の成績）の中でも首席で合格した人物で、中国の使臣が星が落ちた後に生まれた姜邯賛将軍を見て文曲星が生まれたと賞賛された逸話が伝えられる人物である。以来、上元帥に契10万の大軍を亀州（現在の亀城市）で全滅させて名実共に高麗最高の名将だった。姜邯賛の出生地である衿川にちなんで仁憲公派を別々に衿川姜氏と呼ぶこともある。
仁憲公派の人物へは朝鮮仁祖と姻戚である文貞公姜碩期がおり、彼は仁祖の時代、右議世子傅を務めた。彼の娘が昭顕世子の嬪になる愍懐嬪姜氏である。昭顕世子が毒殺と予測されている死に無念に死薬を受け取るなると、彼の妻と実母、4人の兄弟がすべて仁祖に殺され、息子は済州島へ流刑送られ、その島で一生を終えた。このうち息子だけが生き残り、李方派の脈を引き継いでいる。以来、昭顕世子嬪の悔しさが明らかになったが、昭顕世子嬪が獄死とき家臣たちが風飛雹散されて考証するのが容易ではないからである。

## 人口分布と世居地
人口数、割合はいずれも2015年統計。以下の地は、晋州姜氏の主要な世居地（セゴジ、発祥地）である。
- 慶尚南道南海郡（1,692人、総人口の4.12%）
- 慶尚南道晋州市（20,851人、総人口の6.36%。全国で総人口に占める比例が最も高い地域である）
- 慶尚北道栄州市（3,411人、総人口の3.32%。元栄豊郡）
- 全羅北道淳昌郡（862人、総人口の3.59%）
- 済州特別自治道 - 済州道では金海金氏と済州高氏に次ぐ3番目に大きな氏族である[5]。
  - 済州市（24,210人、総人口の6.09%。元北済州郡）

### 済州島
済州島に流刑された晋州姜氏は、それぞれ1418年（太宗18年）に譲寧大君の廃位を反対している途中に流刑された姜允熙、1436年（世宗18年）には隠遁生活のために来島した姜仁徳、1506年（燕山君12年）には甲子士禍を避け姜哲が来島した。

#### 姜允熙
中始祖・殷烈公姜民瞻の13代目で、晋州で生まれた。文科に合格して成均館を務めて、続いて刑佐郎と司憲府大司憲を務めた。大司憲に務めていた1418年（太宗18年）譲寧大君の廃位に反対している途中、済州に流された。当時済州納邑に定着し、流刑後は学徳を広げた。

#### 姜仁徳
中始祖・殷烈公姜民瞻の15代目で、1406年（太宗6年）に生まれて、隠遁生活のために、1436年（世宗18年）に済州島に渡った。済州プクポチョン（북포촌）に定住して学問をした。「念通山」（ヨムトンムェ、염통뫼）と呼んでいたことから念通岳派という名前の由来になった。

#### 姜哲
中始祖・博士公姜啓庸の11代目で、成宗時代中葉に漢陽で生まれて文科に合格して進勇校尉に上がった。1506年（燕山君12年）に甲子士禍で再従兄である大司諫姜詗が怒りに触れ、全羅道完山（現在の完州郡）に避難したが滅門之禍を免れるために済州に渡った。オラリ（오라리）に定住後は後代の教育に力を注いだ。涯月邑水山峰に墓があり、この水山峰にちなんで水山派という。

## 行列表
- 博士公派

| ○世孫  | 22                  | 23                         | 24                            | 25                         | 26                            | 27                         | 28                            | 29                         | 30                            | 31                         | 32                            | 33                         | 34                            | 35                         | 36                            | 37                         | 38                            | 39                         | 40                            |
| ------ | ------------------- | -------------------------- | ----------------------------- | -------------------------- | ----------------------------- | -------------------------- | ----------------------------- | -------------------------- | ----------------------------- | -------------------------- | ----------------------------- | -------------------------- | ----------------------------- | -------------------------- | ----------------------------- | -------------------------- | ----------------------------- | -------------------------- | ----------------------------- |
| 行列字 | ○회（會） ○흠（欽） | 영（永） 한（漢） 원（源） | ○수（秀） ○형（馨） ○원（元） | 대（大） 희（熙） 창（昌） | ○원（遠） ○신（信） ○중（中） | 성（聲） 석（錫） 호（鎬） | ○구（求） ○순（淳） ○택（澤） | 병（秉） 모（模） 내（來） | ○현（顯） ○묵（默） ○준（焌） | 응（應） 교（敎） 배（培） | ○종（鍾） ○탁（鐸） ○연（鍊） | 준（浚） 우（雨） 식（湜） | ○목（穆） ○영（榮） ○화（樺） | 휘（輝） 훈（薰） 형（炯） | ○규（奎） ○은（垠） ○철（喆） | 진（鎭） 갑（鉀） 옥（鈺） | ○철（澈） ○원（沅） ○제（濟） | 환（桓） 직（稷） 삼（杉） | ○열（烈） ○욱（煜） ○병（炳） |

- 少監公派

| ○世孫  | 21                | 22                | 23                | 24                | 25                | 26                | 27                | 28                | 29                | 30                | 31                | 32                | 33                | 34                | 35                | 36                | 37                | 38               |
| ------ | ----------------- | ----------------- | ----------------- | ----------------- | ----------------- | ----------------- | ----------------- | ----------------- | ----------------- | ----------------- | ----------------- | ----------------- | ----------------- | ----------------- | ----------------- | ----------------- | ----------------- | ---------------- |
| 行列字 | 덕（德） 필（弼） | 재（載） 성（聖） | 철（哲） 진（鎭） | 목（穆） 해（海） | 지（枳） 치（致） | 익（翼） 석（錫） | 규（奎） 순（淳） | 건（鍵） 용（鏞） | 연（淵） 숙（淑） | 영（榮） 래（來） | 희（熙） 열（烈） | 배（培） 준（埈） | 현（鉉） 종（鍾） | 위（渭） 락（洛） | 식（植） 근（根） | 병（炳） 찬（燦） | 기（基） 균（均） | 진（鎭）용（鎔） |

- 関西公派

| ○世孫  | 20       | 21       | 22       | 23       | 24       | 25       | 26       | 27       | 28       | 29       | 30       | 31       | 32       | 33       | 34       | 35       | 36       | 37       |
| ------ | -------- | -------- | -------- | -------- | -------- | -------- | -------- | -------- | -------- | -------- | -------- | -------- | -------- | -------- | -------- | -------- | -------- | -------- |
| 行列字 | 석（錫） | 윤（潤） | 모（模） | 노（魯） | 기（基） | 선（善） | 순（淳） | 인（寅） | 하（夏） | 규（奎） | 현（鉉） | 호（浩） | 술（述） | 헌（憲） | 응（應） | 종（鍾） | 수（洙） | 병（秉） |

- 殷烈公派

| ○世孫  | 23                | 24                  | 25                | 26                            | 27                         | 28                            | 29                         | 30                  | 31                         | 32                            | 33                | 34                  | 35                         | 36                  |
| ------ | ----------------- | ------------------- | ----------------- | ----------------------------- | -------------------------- | ----------------------------- | -------------------------- | ------------------- | -------------------------- | ----------------------------- | ----------------- | ------------------- | -------------------------- | ------------------- |
| 行列字 | 주（周）          | 선（善）            | 태（泰）          | 병（秉） ○식（植）            | 환（煥） 희（熙）          | ○서（瑞） ○규（圭）           | 석（錫） 련（鍊） 전（銓） | ○순（淳） ○수（洙） | 동（東） 계（桂） 병（柄） | ○훈（勳） ○대（大） ○염（琰） | 기（基） 재（在） | ○횡（鐄） ○용（鎔） | 호（浩） 준（準） 락（洛） | ○래（來） ○모（模） |
| ○世孫  | 37                | 38                  | 39                | 40                            | 41                         | 42                            | 43                         | 44                  | 45                         | 46                            | 47                | 48                  | 49                         | 50                  |
| 行列字 | 병（炳） 연（然） | ○균（均） ○채（埰） | 진（鎭） 현（鉉） | ○기（沂） ○윤（潤） ○원（源） | 환（桓） 영（榮） 표（杓） | ○엽（燁） ○섭（燮） ○찬（燦） | 규（圭） 효（孝）          | ○횡（鐄） ○옥（鈺） | 영（永） 승（承）          | 주（柱） 근（根）             | 시（時） 휘（暉） | 규（逵） 원（遠）   | 은（銀） 흠（欽）          | 호（滈） 해（海）   |

- 仁憲公派

| ○世孫  | 28       | 29       | 30       | 31       | 32       | 33       | 34       | 35       | 36       | 37       | 38       | 39       |
| ------ | -------- | -------- | -------- | -------- | -------- | -------- | -------- | -------- | -------- | -------- | -------- | -------- |
| 行列字 | 민（玟） | 석（錫） | 해（海） | 근（根） | 연（然） | 균（均） | 호（鎬） | 한（漢） | 수（秀） | 희（熙） | 기（基） | 진（鎭） |